# Yui Chūnoshin
Yui Chūnoshi (japonais : 由比忠乃進), né le 11 octobre 1894 à Itoshima (Fukuoka) et mort le 12 novembre 1967 à Tokyo) était un ingénieur radio japonais, qui s'immola pour protester contre le soutien du Japon à l'action militaire américaine au Viêt Nam.

## Biographie
Yui Chūnoshi a étudié à la faculté d’industrie de Tokyo et commença l'étude de l'espéranto en 1921, et après la Seconde Guerre mondiale, s'est consacré à faire connaître les Hibakusha (victimes des bombes atomiques d'Hiroshima et Nagasaki) et participa au mouvement antinucléaire et pacifiste. Pendant la guerre du Viêt Nam, il correspondit avec les espérantistes vietnamiens.
Le 11 novembre 1967, pour protester contre le fait que le premier ministre Eisaku Satō se déclarait en faveur du bombardement aérien du Viêt Nam par les États-Unis, il s'immola en essence devant le Kantei (la résidence publique du Premier ministre) avec une lettre de protestation qui se conclut par les mots : « Malgré le fait que je ne sois ni Vietnamien ni Américain, je suis sûr que ma mort ne sera vaine pour les hommes qui souhaitent la fin rapide de la guerre et la paix dans le monde. »
Il décède le 12 novembre.